# Žale
Žale (slovène : Centralno pokopališče Žale) est le plus grand cimetière de Ljubljana et de Slovénie. Il est situé dans le quartier de Bežigrad. Il a été conçu par Jože Plečnik entre 1937 et 1940.

## Galerie

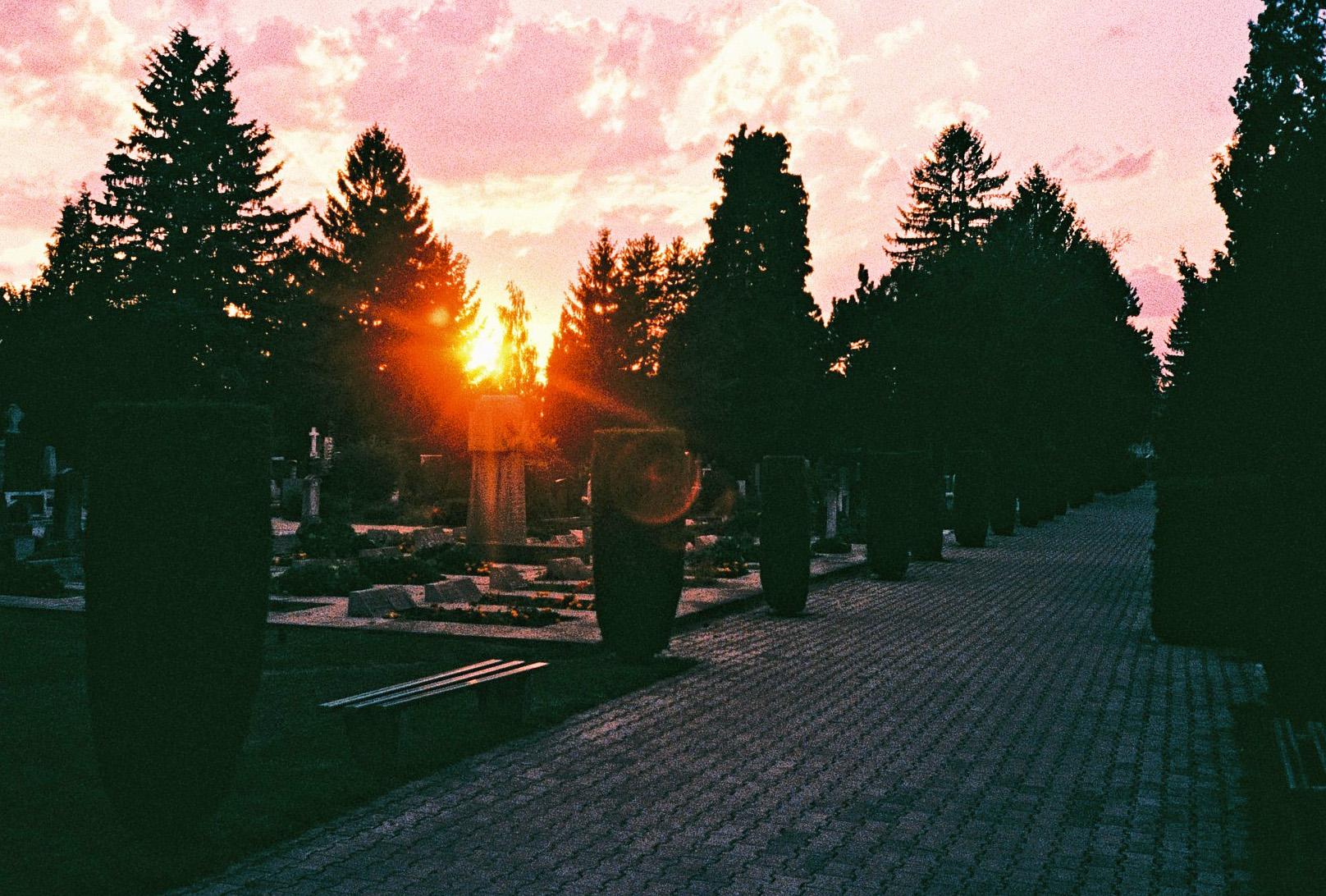
Coucher de soleil sur le cimetière
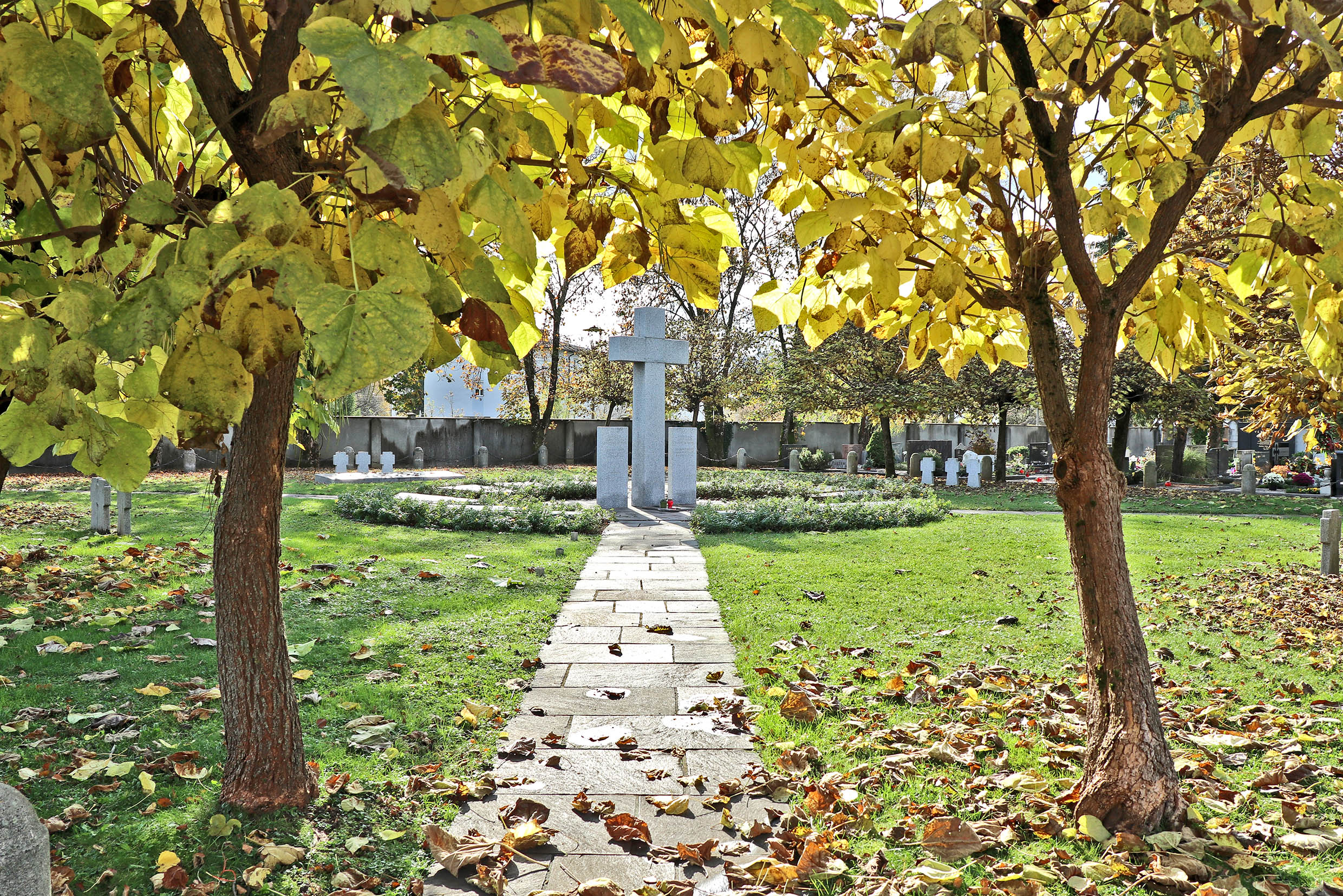
Le cimetière militaire allemand
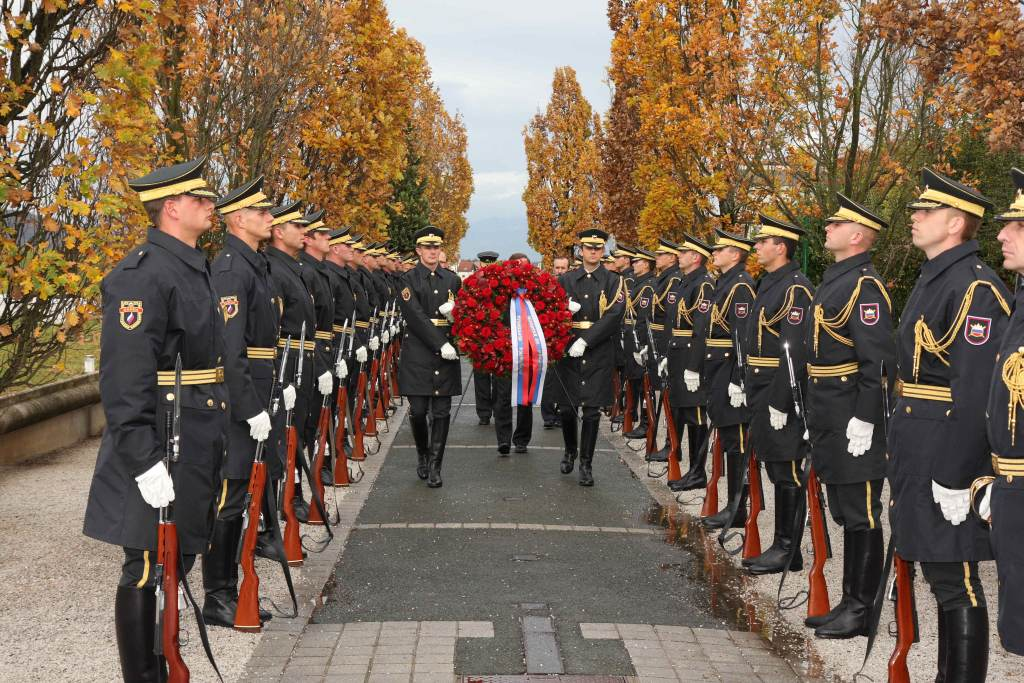
Cérémonie en hommage aux morts de la guerre des Dix Jours en 1991

## Personnalités enterrées
- Vladimir Bartol
- Ivan Cankar
- Aleš Debeljak
- Marjana Deržaj
- Rihard Jakopič
- Davorin Jenko
- Ana Kansky
- Edvard Kardelj
- Dragotin Kette
- Edvard Kocbek
- Lojze Kovačič
- Josip Murn
- Lili Novy
- Slavko Osterc
- Viktor Parma
- Jože Plečnik
- Joseph Plemelj
- Duša Počkaj
- Leon Rupnik
- Hinko Smrekar
- Matej Sternen
- Josip Vandot
- Milan Vidmar
- Angela Vode
- Oton Župančič